# Oceanidum Mons
Oceanidum Mons, abans Charitum Tholus, és una estructura geològica del tipus mons a la superfície de Mart, situada amb el sistema de coordenades planetocèntriques a -54.67 ° de latitud N i 319.22 ° de longitud E. Fa 33.39 km de diàmetre. El nom va ser fet oficial per la UAI l'any 1985 i pren el nom d'una característica d'albedo,.